# Мед (міфологія)
Мед або Медос (дав.-гр. Μῆδος) — в античній міфології правитель Колхіди та засновник Мідії. Син чарівниці Медеї. Вважається, що Мед був вихований кентавром Хіроном у горах. 

## Історія
Існує дві версії його походження:

За ранньою версією, син Ясона та Медеї, вихований Хіроном. 
Слідом за матір'ю, коли він виріс, прибув до Колхіди. Здобув перемоги над місцевими правителями і племенами, а завойовану ним країну назвав Медією. Загинув, здійснюючи похід до Індії. Заснував столицю Мідії Екбатану, або місто Меда та державу Медів.
За більш пізньою версією, важається сином Егея, правителя Афін та Медеї. Мед і його мати були вигнані з Афін після того, як Медея влаштувала змову проти Тесея. Був принесений штормом до двору правителя Колхіди Перса, де Мед був схоплений охороною. Цей Перс був сином Геліоса і братом колишнього правителя Колхіди Аета. Він правив після смерті свого брата. Мед неправдиво заявив, що він Гіппот, син короля Коринту Креонта. Перс довідався що це неправда і наказав кинути його у в'язницю, оскільки він боявся пророцтва про те, що він загине від нащадків Аета. 
Коли Медея повернулася на батьківщину на своїй колісниці з запряженими драконами, вона видала себе за жрицю Артеміди перед правителем Персом. Вона сказала, що може заспокоїти богів, і почула від короля, що ймовірний Гіппот утримується під вартою. Вважаючи, що коринтський князь прийшов помститися за образу свого батька (тобто Креонта), Медея переконала короля віддати його їй на жертвоприношення. Коли Меда вивели, щоб здійснити ритуал, Медея побачила, що то її син, і дала Меду меч, щоб той вбив Перса і отримав трон. 
Згідно з деякими варіаціями, короля зарізала сама Медея за допомогою жертовного ножа.
Ще більш пізній автор Юстин пише, що це був син Медеї та одного з місцевих царів, від якого успадкував царську владу. Або вбив Перса, брата Аета, завоював сусідні землі, і назвав їх Мідією. Святилища Ясона були встановлені у багатьох містах у Вірменії та Мідії. А Мед став могутнім правителем Малої Азії.
Був діючою особою трагедії Марка Пакувія "Мед" (переказ невідомої грецької трагедії).
В книзі Буття згадується родоначальник мідян Мадай, син Яфета.